# عمالقة التكنولوجيا

شعارات/رموز عمالقة التكنولوجيا، من اليسار إلى اليمين: ألفابت (جوجل)، أمازون، أبل، ميتا (فيسبوك)، ومايكروسوفت.

عمالقة التكنولوجيا أو عمالقة التقنية (بالإنجليزية: Tech Giants، تِك جاينتس؛ أو الأربعة الكبار (Big Four)، أو الخمسة الكبار (Big Five))، هو اسم يُطلق على أكبر أربع أو خمس شركات في صناعة تكنولوجيا المعلومات في الولايات المتحدة وأكثرها هيمنةً والأكثر شهرة. تتكون الأربعة الكبار من ألفابت (جوجل)، أمازون، أبل، ميتا (فيسبوك) - مع استكمال مايكروسوفت الخمسة الكبار.
عمالقة التكنولوجيا هم اللاعبون المهيمنون في مجالات التكنولوجيا الخاصة بهم، وهي: التجارة الإلكترونية، الإعلان عبر الإنترنت، الإلكترونيات الاستهلاكية، الحوسبة السحابية، برامج الكمبيوتر، تدفق الوسائط، الذكاء الاصطناعي، المنزل الذكي، السيارات ذاتية القيادة، والشبكات الاجتماعية. هم من بين الشركات العامة الأكثر قيمة على مستوى العالم، كل منها لديها أقصى رسملة سوقية تتراوح من حوالي 1 تريليون دولار إلى أكثر من 3 تريليون دولار. بالإضافة إلى ذلك، يُعتبرون من بين أرباب العمل الأكثر شهرة وانتقائية في العالم، وخاصة جوجل.
تقدم شركات التكنولوجيا الكبرى عادةً خدمات لملايين المستخدمين، وبالتالي يمكنها التأثير على سلوك المستخدم بالإضافة إلى التحكم في بيانات المستخدم. أدت المخاوف بشأن الممارسات الاحتكارية إلى تحقيقات مكافحة الاحتكار من وزارة العدل ولجنة التجارة الفيدرالية في الولايات المتحدة، والمفوضية الأوروبية. شكك المعلقون في تأثير هذه الشركات على الخصوصية، قوة السوق، حرية التعبير، الرقابة، الأمن القومي وتطبيق القانون. لقد تم التكهن بأنه قد لا يكون من الممكن العيش في العالم الرقمي يومًا بعد يوم خارج النظام البيئي الذي أنشأته الشركات.
قد تشمل التجمعات الأوسع لشركة التكنولوجيا الكبرى أيضًا تويتر ونتفليكس. من حين لآخر، على الرغم من كونها صانع سيارات، فقد تمت الإشارة إلى تسلا أيضًا باسم شركة تكنولوجيا كبرى، وهو رأي يخضع لنقاش واسع. يشبه مفهوم عملاق التكنولوجيا ترسيخ هيمنة السوق من قبل عدد قليل من الشركات في قطاعات السوق الأخرى مثل كبار النفط. قد يشير مصطلح «عمالقة التكنولوجيا» أيضًا إلى الإصدارات التاريخية لهذا المفهوم، مع اعتبار شركات مثل مايكروسوفت، آي بي إم وأي تي آند تي شركات مهيمنة في هذه الصناعة في منتصف إلى أواخر القرن العشرين.

## أصل
دخلت فكرة شركات التكنولوجيا «الكبيرة» إلى الوعي العام في عام 2013، حيث رأى بعض الاقتصاديين علامات على أن هذه الشركات تكتسب هيمنة ملموسة دون أي تنظيم، ولم تعد تعتبر شركات ناشئة مزعجة في أعقاب فقاعة دوت-كوم في أوائل العقد الأول من القرن الحادي والعشرين. أصبح المصطلح شائعًا وصُنف باسم «كبير التكنولوجيا» في عام 2017 في أعقاب التحقيق في التدخل الروسي المحتمل في انتخابات الولايات المتحدة لعام 2016، حيث لعبت الأدوار التي لعبتها شركات التكنولوجيا هذه مع الوصول إلى كميات كبيرة من بيانات المستخدم أو البيانات الضخمة والقدرة على التأثير على مستخدميها تخضع لمراجعة الكونجرس. كان استخدام «كبير التكنولوجيا» مشابهًا لكيفية تجميع أكبر شركات النفط تحت كبار النفط في أعقاب أزمة الطاقة في السبعينيات، أو كيف تم تصنيف كبار منتجي السجائر في فئة كبار التبغ حيث بدأ الكونجرس في السعي إلى تنظيم هذه الصناعة.

## العضوية والتعاريف
غالبًا ما يتم تقسيم مصطلح كبير تكنولوجيا إلى مجموعات فرعية أكثر تحديدًا، وغالبًا ما يشار إليها بالأسماء أو الاختصارات التالية. قد يتم تمثيل شركة ألفابت، الشركة الأم لـ جوجل، على أنها «جي» (G) في هذه الاختصارات، بينما قد يتم تمثيل ميتا بلاتفورمز، وهي العلامة التجارية الجديدة لشركة فيسبوك، بالحرف «إف» (F).

### الأربعة الكبار
يشار إلى جوجل (ألفابت)، أمازون، فيسبوك (ميتا)، أبل عادةً باسم الأربعة الكبرا أو «جي أي إف أي» (GAFA). وقد تمت الإشارة إليهم أيضًا باسم «الأربعة» أو «عصابة الأربعة» أو «الفرسان الأربعة»، في إشارة إلى فرسان صراع الفناء الأربعة.
قام الرئيس التنفيذي السابق لشركة جوجل، إريك شميدت، والمؤلف فيل سيمون، والأستاذ في جامعة نيويورك سكوت غالواي بتجميع هذه الشركات الأربع معًا، على أساس أن هذه الشركات قد دفعت بتغيير مجتمعي كبير من خلال هيمنتها ودورها في الأنشطة عبر الإنترنت. هذا على عكس شركات التكنولوجيا الكبيرة الأخرى مثل مايكروسوفت وآي بي إم، وفقًا لسيمون وغالواي. في عام 2011، استبعد إريك شميدت شركة مايكروسوفت من التجمع، قائلاً «مايكروسوفت لا تقود ثورة المستهلك في أذهان المستهلكين.»

### الخمسة الكبار
تعرف مجموعة أكثر شمولاً، يشار إليها باسم الخمسة الكبار أو «جي أي إم أي إم» (GAMAM)، جوجل، أمازون، ميتا، أبل، ومايكروسوفت على أنهم عمالقة التكنولوجيا.
إلى جانب أرامكو السعودية، كانت الشركات هي الشركات العامة الخمس الأكثر قيمة في العالم في يناير 2020 وفقًا للقيمة السوقية. عُرفت «جي أي إم أي إم» (GAMAM) باسم «جي أي إف أي إم» (GAFAM) قبل أن تغير فيسبوك اسمها إلى ميتا في عام 2021.

### شركات أخرى
على الرغم من كونها أصغر من حيث القيمة السوقية، إلا أن نتفليكس، تويتر، سناب، وأوبر يشار إليهم أحيانًا باسم «كبير تكنولوجيا» نظرًا لتأثيرهم الشعبي. تم تصنيف تويتر على أنه كبير تكنولوجيا في المناقشات السياسية والتعليقات الاقتصادية بسبب التأثير السياسي والاجتماعي للمنصة.
كانت هناك أيضًا شركتان صينيتان في مجال التكنولوجيا ضمن أكبر عشر شركات متداولة علنًا على مستوى العالم في نهاية عام 2010 - علي بابا وتينسينت. جادل سميرنايوس في عام 2016 بأن الشركات الآسيوية العملاقة سامسونغ، علي بابا، بايدو وتينسنت يمكن أو ينبغي إدراجها في التعريف. غالبًا ما يُنظر إلى بايدو، علي بابا، تينسيت وشاومي، والتي يشار إليها مجتمعة باسم بي أي تي إكس، على أنها الشركات المنافسة لعملاق التكنولوجيا في قطاع التكنولوجيا في الصين. كما تم اعتبار بايت دانس من الشركات الكبرى. معًا، تمت الإشارة إلى مجموعة الكبار الخمس، آي بي إم، علي بابا، بايدو وتينسيت باسم «جي-إم أي إف آي أي + بي أي تي» (G-MAFIA + BAT).

#### تسلا
لطالما اعتبرت صانعة السيارات الكهربائية تسلا واحدة من عمالقة التكنولوجيا، على الرغم من أن إدراجها يخضع لنقاش واسع. من بين المعارضين لتصنيفها كشركة تكنولوجية ستيفن ويلموت، مراسل صحيفة وول ستريت جورنال، الذي يثير مخاوف بشأن سلسلة التوريد، وخاصة المواد الخام ونقص أشباه الموصلات وأسعار بطاريات السيارات الكهربائية. يوافق بيزنيس إنسايدر، مشيرًا إلى أنه نظرًا لأن تسلا تصنع المزيد من السيارات، فيجب تصنيفها على أنها صانع سيارات ويجب أن تطمح إلى أن تكون مثل هوندا. لدعم التعيين، يشمل أل روت من صحيفة بارون، الذي يجادل في حين أن تسلا ليست شركة تقنية جيدة بسبب عوامل سوق السيارات، ولكن بغض النظر هي شركة تكنولوجيا. صنفت مجلة فورتشن أيضًا شركة تسلا كشركة تقنية عند الإبلاغ عن أرباح شركات التكنولوجيا العملاقة في الربع الأول من عام 2022، وتقول واشنطن بوست إن سيارات تسلا قابلة للمقارنة مع آيفون من أبل ونظامها البيئي المحاط بالأسوار.

## هيمنة السوق

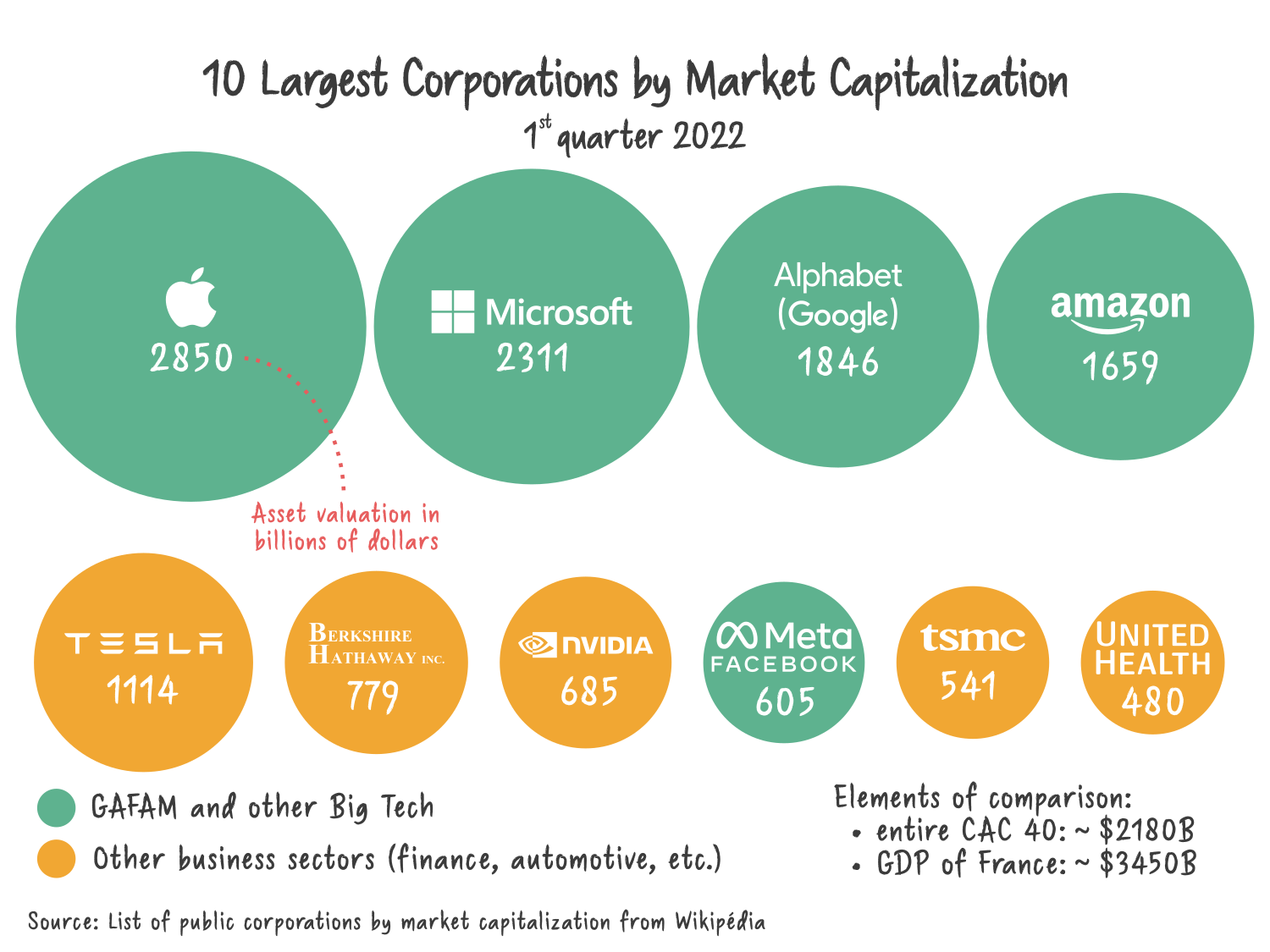
أكبر 10 شركات من حيث القيمة السوقية

حلت شركات التكنولوجيا العملاقة محل عمالقة الطاقة مثل إكسون موبيل، بي بي، غازبروم، بتروتشاينا، شيفرون، وشِل («كبار النفط») من العقد الأول من القرن الحادي والعشرين على رأس مؤشر بورصة نازداك. لقد تفوقت أيضًا على شركات الإعلام الكبيرة التقليدية مثل ديزني ووارنر بروس. ديسكفري وكومكاست بمعامل 10. في عام 2017، بلغ تقييم الشركات الخمس الكبرى في مجال تكنولوجيا المعلومات الأمريكية مجتمعة أكثر من 3.3 تريليون دولار، وشكلت أكثر من 40 في المائة من قيمة مؤشر نازداك 100. وقد لوحظ أن الشركات لا تزال تحظى بشعبية من خلال تقديم بعض خدماتها للمستهلكين مجانًا.

### ألفابت (جوجل)
Google هي الشركة الرائدة في البحث عبر الإنترنت (بحث جوجل) ومشاركة الفيديو عبر الإنترنت (يوتيوب) وخدمات البريد الإلكتروني (جيميل) وتصفح الويب (جوجل كروم) والتصفح الخرائط عبر الإنترنت (خرائط جوجل وويز) وأنظمة تشغيل الأجهزة المحمولة (أندرويد) والتخزين عبر الإنترنت (جوجل درايف) بالإضافة إلى مجموعة متنوعة من الخدمات التقنية الشائعة الأخرى. جوجل كلاود هي ثالث أكبر لاعب في سوق الحوسبة السحابية بعد أمازون ومايكروسوفت. يحتكر كل من جوجل وفيسبوك سوق الإعلانات الرقمية. تشكل أعمال الإعلانات في جوجل 82% من إيراداتها ومعظم أرباحها.
برزت ألفابت بين شركات التكنولوجيا كشركة عالمية رائدة في مجال الذكاء الاصطناعي/التعلم الآلي، والمركبات المستقلة، والحوسبة الكمومية. تعتبر وايمو، وهي شركة سيارات ذاتية القيادة تابعة لشركة ألفابت، رائدة في تكنولوجيا المركبات ذاتية القيادة وكانت أول شركة ذاتية القيادة تقدم خدمة سيارات أجرة آلية متاحة للجمهور في عام 2021. من خلال معالج سيكامور الخاص بها، يُنظر إلى جوجل على أنها رائدة في مجال الحوسبة الكمية وفي عام 2019، ادعت شركة سيكامور أنها حققت التفوق الكمي.

### أمازون
بحلول عام 2017، كانت أمازون هي الشركة الرائدة في السوق في التجارة الإلكترونية بحصة سوقية تبلغ 40.4٪؛ الحوسبة السحابية، مع ما يقرب من 32٪ من حصة السوق، والبث المباشر مع امتلاك تويتش لحصة سوقية تبلغ 75.6٪. مع أمازون أليكسا وإيكو، تعد أمازون أيضًا الشركة الرائدة في السوق في مجال المساعدين الرقميين الشخصيين المستندة إلى الذكاء الاصطناعي ومكبرات الصوت الذكية (أمازون إيكو) بحصة سوقية تبلغ 69٪ تليها جوجل (جوجل نيست (مكبر صوت ذكي)) بحصة سوقية تبلغ 25٪.
شكلت خدمات أمازون ويب 59٪ من أرباح أمازون في عام 2020، وأكثر من نصف أرباح الشركة كل عام منذ 2014. بعد تطوير شركة أمازون لـ إي سي2 في عام 2006، اتبعت جوجل ومايكروسوفت في عام 2008 محرك تطبيقات جوجل (الذي تم توسيعه ليشمل منصة سحابة جوجل منذ 2011) وويندوز أزور (مايكروسوفت أزور منذ 2010).

### أبل
تبيع أبل الهواتف الذكية ذات الهامش المرتفع والأجهزة الإلكترونية الاستهلاكية الأخرى، وتشترك في احتكار ثنائي مع جوجل في مجال أنظمة تشغيل الأجهزة المحمولة: 27٪ من حصة السوق مملوكة لأبل (آي أو إس) و 72٪ لجوجل (أندرويد).

### ميتا (فيسبوك)
ميتا بلاتفورمز، المعروفة سابقًا باسم شركة فيسبوك حتى تغيير علامتها التجارية في أكتوبر 2021، هي الشركة الأم لشبكة فيسبوك الاجتماعية، بالإضافة إلى مالك خدمة مشاركة الصور عبر الإنترنت إنستغرام وخدمة الرسائل عبر واتساب عبر الإنترنت.
استحوذت فيسبوك على أوكولوس (ريالتي لابز حاليًا) في عام 2014، ودخلت سوق الواقع الافتراضي.

### مايكروسوفت
تواصل مايكروسوفت الهيمنة على حصة سوق أنظمة تشغيل سطح المكتب (مايكروسوفت ويندوز) وفي برامج الإنتاجية المكتبية (مايكروسوفت أوفيس). تعد مايكروسوفت أيضًا ثاني أكبر شركة في صناعة الحوسبة السحابية (مايكروسوفت أزور)، بعد أمازون، وهي أيضًا واحدة من أكبر اللاعبين في صناعة ألعاب الفيديو (إكس بوكس). تعد مايكروسوفت أيضًا اللاعب المهيمن في برامج المؤسسات (مايكروسوفت 365، متاح أيضًا للعملاء)، ومجموعة تعاون الأعمال (مايكروسوفت تيمز).

## أسباب
جادل سميرنايوس في عام 2016 بأن أربع خصائص كانت أساسية في ظهور الأربعة الكبار: نظرية تقارب وسائل الإعلام وتكنولوجيا المعلومات، التمويل، إلغاء القيود الاقتصادية والعولمة. وجادل بأن تعزيز التقارب التكنولوجي من قبل أشخاص مثل نيكولاس نيغروبونتي جعل الأمر يبدو ذا مصداقية ومرغوب فيه لتطور الإنترنت إلى احتكار القلة. أدى التنظيم الذاتي وصعوبة فهم السياسيين لقضايا البرمجيات إلى جعل التدخل الحكومي ضد الاحتكارات غير فعال. أدى رفع القيود المالية إلى تحقيق هوامش ربح كبيرة للأربعة الكبار (حققت جميع الشركات الأربعة باستثناء أمازون حوالي 20-25٪ هوامش ربح في عام 2014 وفقًا لسميرنايوس).

### ابتكار
من العوامل الرئيسية المساهمة في نمو كبير تكنولوجيا القسم 230 من قانون آداب الاتصالات، الذي تم تمريره ليصبح قانونًا في عام 1996. أزال القسم 230 المسؤولية عن الخدمات عبر الإنترنت من استضافة المحتوى الذي ينشئه المستخدمون والذي يعتبر غير قانوني، مما يوفر لهم ملاذًا آمنًا طالما أنهم تصرفوا وفقًا لمثل هذه المواد عند اكتشافها بحسن نية. سمح هذا لمقدمي الخدمة في الأيام الأولى للإنترنت بتوسيع العروض دون الحاجة إلى الاستثمار بشكل كبير في الإشراف على المحتوى. لهذا السبب، يُطلق على القسم 230 غالبًا «الكلمات الستة والعشرون التي خلقت الإنترنت»، حيث ساعدت في دفع الابتكار في الخدمات عبر الإنترنت على مدار السنوات التي سمحت لشركات التكنولوجيا الكبرى بالنمو والازدهار.
«على مدى عقود، حاولت مناطق بأكملها، بل وحتى دول، أن تصمم نفسها على نموذج معين للابتكار، شريان الحياة للاقتصاد الحديث. من أبل إلى فيسبوك، خلق النظام البيئي الحر في سيليكون فالي للشركات الجديدة الذكية ثروة هائلة وأعاد تشكيل المحور الاقتصادي العالمي.» بدأ عمالقة التكنولوجيا كشركات صغيرة تركز على الهندسة في بناء منتجات جديدة عندما كان المنافسون الكبار أقل ابتكارًا (مثل زيروكس (Xerox) عندما تأسست أبل في عام 1976). انخرطت الشركات في الاستثمار في الوقت المناسب في التقنيات الناشئة في عصر الكمبيوتر الشخصي، عصر الدوت كوم، التجارة الإلكترونية، وظهور الأجهزة المحمولة، ووسائل التواصل الاجتماعي، والحوسبة السحابية. سمحت خصائص هذه التقنيات للشركات بالتوسع بسرعة مع تبني السوق. وفقًا لـ أليكسيس مادريغال، فإن أسلوب الابتكار الذي دفع شركات سيليكون فالي في البداية إلى النمو قد ضاع، وتحول إلى شكل من أشكال النمو من خلال عمليات الاستحواذ. بالإضافة إلى ذلك، تميل الشركات الكبيرة إلى التركيز على تحسينات العمليات بدلاً من المنتجات الجديدة. ومع ذلك، فإن جميع شركات التكنولوجيا الكبيرة تحتل المرتبة الأولى في قائمة الشركات من خلال الإنفاق على البحث والتطوير.
لوحظت «الحروب السحابية» بين عمالقة التكنولوجيا كعامل رئيسي على مر السنين، حيث تنافست الشركات على تطوير خدمات حوسبة سحابية أكثر كفاءة.
من بين أولئك الذين يعتقدون أن عمليات الاستحواذ ستضعف جوًا مبتكرًا أصليًا الباحث تيم وو، أشار وو إلى أنه عندما استحوذت ميتا على إنستغرام، فقد تخلصت ببساطة من تهديد تنافسي ربما كان يمثل منافسًا أحدث لو ظل مستقلاً. لكنه يذكر أيضًا أنه عندما ظهرت مايكروسوفت لأول مرة، مع ابتكاراتها في الحوسبة الشخصية وأنظمة التشغيل، فقد أنشأت منصات لابتكارات جديدة من قبل الآخرين. صاغ وو فكرة «مناطق القتل» لاحتكار القلة التي تم إنشاؤها من خلال الحصول على منافسين يقتربون من أسواقهم. تعمل شركات التكنولوجيا الكبرى في الأسواق الرقمية والتركيز بطبيعتها على التكنولوجيا مما يعني أن شركات التكنولوجيا الكبيرة من المرجح أن تركز على الابتكار أكثر من المجموعات الأخرى من الشركات الصناعية الكبيرة التي كانت تهيمن قبلها. وفقًا لتقرير صادر عن مركز الأبحاث مؤسسة تكنولوجيا المعلومات والابتكار (ITIF)، فإن عمليات الاستحواذ التي من المحتمل أن تدعم الابتكار، بحجة أن الشركة الأكبر من غير المرجح أن تقوم ببساطة بنسخ عملية الشركة الأصغر.

### عولمة
وفقا لسميرنايوس، سمحت العولمة للخمسة الكبار بتقليل عبء الضرائب العالمية عليها ودفع أجور العمال الدوليين أقل بكثير مما هو مطلوب في الولايات المتحدة.

### صيانة احتكار القلة
جادل سميرنايوس في عام 2016 بأن الأربعة الكبار يجمعون بين ستة مستويات رأسية من الطاقة، مراكز البيانات، الاتصال بالإنترنت، أجهزة الكمبيوتر بما في ذلك الهواتف الذكية، أنظمة التشغيل، متصفحات الويب وغيرها من البرامج على مستوى المستخدم والخدمات عبر الإنترنت. ناقش أيضًا التركيز الأفقي للسلطة، حيث يتم دمج خدمات متنوعة مثل البريد الإلكتروني، الرسائل الفورية، البحث عبر الإنترنت، التنزيل والتدفق (البث) داخليًا داخل أي من أعضاء الأربعة الكبار. على سبيل المثال، تدفع جوجل ومايكروسوفت مقابل ظهور محركات بحث الويب الخاصة بهما في المرتبة الأولى والثانية في آيفون من أبل.
وفقًا لمجلة ذي إيكونميست، «تعني تأثيرات الشبكة والمقياس أن الحجم يولد الحجم، بينما يمكن أن تعمل البيانات كحاجز أمام الدخول».

### رأسمالية
يجادل فيلم الدراما الوثائقية الأمريكية لعام 2020 المعضلة الإجتماعية بأن الرأسمالية هي السبب الجذري للممارسات الضارة من عمالقة التكنولوجيا.

## تشريعات وتحقيقات مكافحة الاحتكار

### الولايات المتحدة
في الولايات المتحدة، بدأ التدقيق والتحقيقات في مكافحة الاحتكار مع أعضاء التكنولوجيا الكبار في أواخر التسعينيات وأوائل العقد الأول من القرن الحادي والعشرين، مما أدى إلى أول دعوى قضائية أمريكية كبرى ضد الاحتكار ضد أحد أعضاء التكنولوجيا الكبار في عام 2001 عندما اتهمت الحكومة الأمريكية مايكروسوفت بالمحافظة بشكل غير قانوني على مكانة احتكارية في سوق أجهزة الكمبيوتر الشخصية (PC) بشكل أساسي من خلال القيود القانونية والتقنية التي تفرضها على قدرات مصنعي أجهزة الكمبيوتر (OEMs) والمستخدمين لإلغاء تثبيت إنترنت واستخدام برامج أخرى مثل نتسكيب وجافا. في المحاكمة، قضت محكمة المقاطعة بأن تصرفات مايكروسوفت تشكل احتكارًا غير قانوني بموجب المادة 2 من قانون شيرمان لمكافحة الاحتكار لعام 1890، وأكدت محكمة الاستئناف الأمريكية لدائرة العاصمة معظم أحكام محكمة المقاطعة. أعلنت وزارة العدل لاحقًا في 6 سبتمبر 2001، أنها لم تعد تسعى إلى تفكيك شركة مايكروسوفت وبدلاً من ذلك ستسعى للحصول على عقوبة أقل لمكافحة الاحتكار مقابل تسوية من قبل مايكروسوفت وافقت فيها مايكروسوفت على مشاركة واجهات برمجة التطبيقات الخاصة بها مع شركات خارجية. وتعيين لجنة من ثلاثة أشخاص يتمتعون بحق الوصول الكامل إلى أنظمة مايكروسوفت وسجلاتها وشفراتها المصدرية لمدة خمس سنوات من أجل ضمان الامتثال. في 1 نوفمبر 2002، أصدر القاضي كولار-كوتلي حكماً بقبول معظم التسوية المقترحة من وزارة العدل وفي 30 يونيو 2004، وافقت محكمة الاستئناف الأمريكية بالإجماع على التسوية مع وزارة العدل. 
في أواخر عام 2010 وأوائل عام 2020، أصبحت صناعة التكنولوجيا الكبيرة مرة أخرى مركز اهتمام مكافحة الاحتكار من وزارة العدل الأمريكية ولجنة التجارة الفيدرالية بالولايات المتحدة والتي تضمنت طلبات لتقديم معلومات حول عمليات الاستحواذ السابقة والممارسات التي يحتمل أن تكون مانعة للمنافسة. اقترح بعض المرشحين الديمقراطيين الذين يترشحون لمنصب الرئيس خططًا لتفكيك شركات التكنولوجيا الكبيرة وتنظيمها كمرافق. قال جوزيف سيمونز رئيس لجنة التجارة الفيدرالية: «إن دور التكنولوجيا في الاقتصاد وفي حياتنا يزداد أهمية كل يوم». «كما أشرت في الماضي، من المنطقي بالنسبة لنا أن نفحص أسواق التكنولوجيا عن كثب لضمان استفادة المستهلكين من المنافسة الحرة والعادلة.»
بدأت اللجنة القضائية الفرعية التابعة لمجلس النواب الأمريكي والمعنية بالقانون التجاري والإداري لمكافحة الاحتكار التحقيق في كبار التكنولوجيا على أساس مكافحة الاحتكار في يونيو 2020، ونشرت تقريرًا في يناير 2021 خلص إلى أن كل من أبل، أمازون، ميتا، وجوجل تعمل بأسلوب مكافحة الاحتكار الذي يتطلب بعضًا نوع الإجراء التصحيحي الذي يمكن تنفيذه إما من خلال إجراء للكونغرس أو من خلال الإجراءات القانونية التي تتخذها وزارة العدل، بما في ذلك خيار تقسيم هذه الشركات.

### الاتحاد الأوروبي

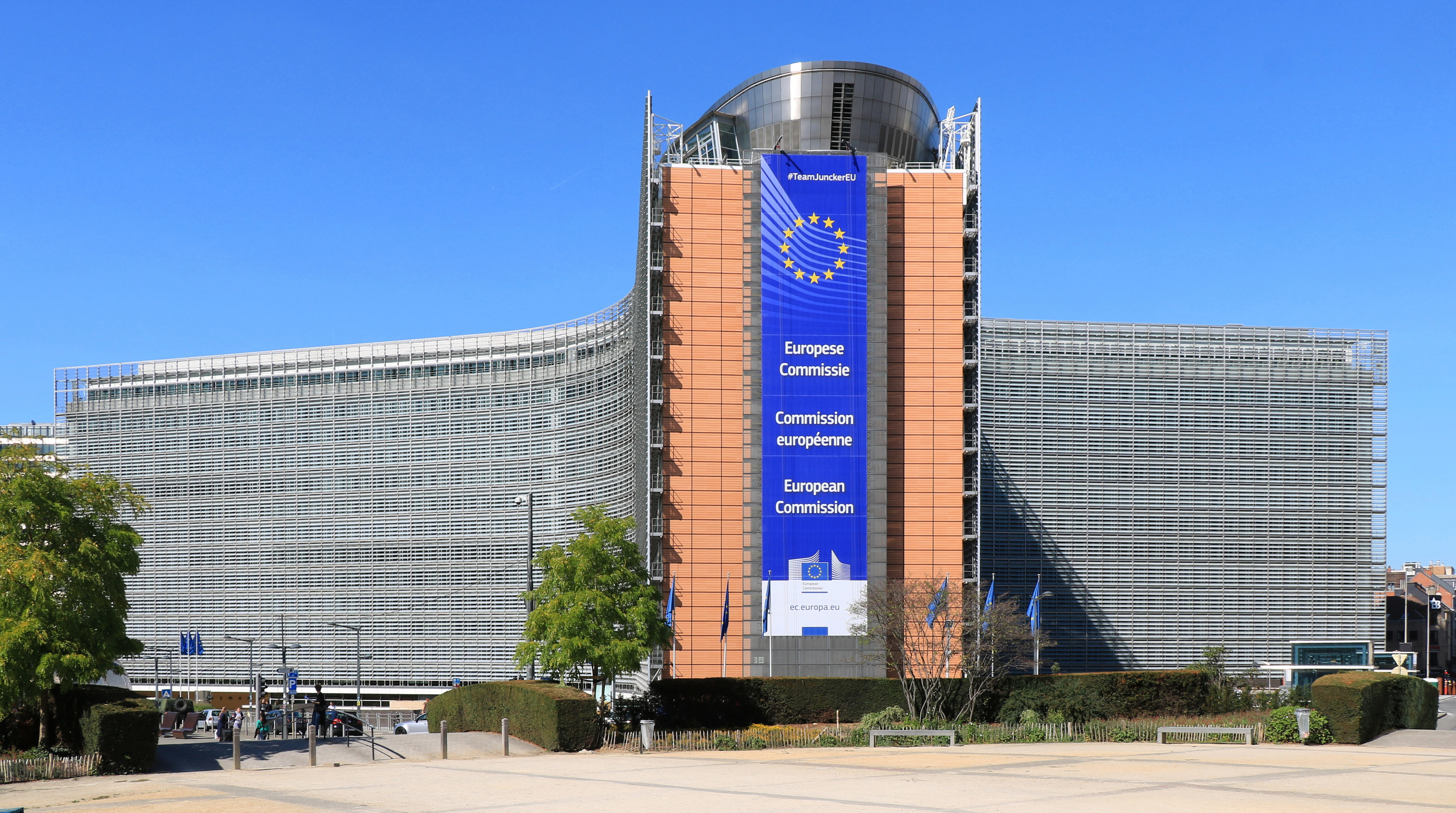
المفوضية الأوروبية، التي فرضت عقوبات على العديد من عمالقة التكنولوجيا العالية.

في يونيو 2020، فتح الاتحاد الأوروبي تحقيقين جديدين لمكافحة الاحتكار في ممارسات أبل. يركز التحقيق الأول على قضايا بما في ذلك ما إذا كانت أبل تستخدم مركزها المهيمن في السوق لخنق المنافسة باستخدام خدمات بث الموسيقى والكتب. يركز التحقيق الثاني على أبل باي، الذي يسمح بالدفع بواسطة أجهزة أبل لبائعي التجزئة. تحد أبل من قدرة البنوك والمؤسسات المالية الأخرى على استخدام تقنية التردد اللاسلكي للمجال القريب لأجهزة آيفون.
الغرامات ليست كافية لردع الممارسات المناهضة للمنافسة من قبل عمالقة التكنولوجيا العالية، وفقا للمفوض الأوروبي للمنافسة مارغريت فيستاجر. وأوضح المفوض فيستاجر أن «الغرامات لا تفي بالغرض. والغرامات لا تكفي لأن الغرامات كانت عقوبة على السلوك غير القانوني في الماضي. ما هو أيضًا في قرارنا هو أنه يجب عليك التغيير للمستقبل. عليك أن تتوقف عما تفعله.»
في سبتمبر 2021، بدأت الولايات المتحدة والاتحاد الأوروبي مناقشات حول نهج مشترك لتنظيم شركات التكنولوجيا الكبرى. توصل البرلمان الأوروبي إلى اتفاق لتنفيذ قانون الأسواق الرقمية في مارس 2022، والذي بمجرد تنفيذه من قبل الدول الأعضاء، من شأنه أن يقيد البيانات التي يمكن لشركات التكنولوجيا الكبيرة جمعها من المستخدمين الأوروبيين، ويتطلب إمكانية التشغيل البيني لتطبيقات مراسلة الوسائط الاجتماعية، ويسمح بالتناوب. متاجر التطبيقات وأنظمة الدفع لأنظمة مثل أبل وجوجل. توصل الاتحاد الأوروبي أيضًا إلى اتفاق لتنفيذ قانون الخدمات الرقمية في أبريل 2022، والذي يتطلب من شركات التكنولوجيا اتخاذ خطوات لإزالة المحتوى غير القانوني من خدماتها، مثل خطاب الكراهية والاعتداء الجنسي على الأطفال، والقضاء على استهداف الإعلانات على أساس الجنس والعرق. أو الدين وكذلك استهداف الإعلانات للأطفال.

## معارضة
انتقد سكوت جالواي الشركات بسبب «تجنبها الضرائب، وغزو الخصوصية، وتدمير الوظائف»، في حين وصف سميرنايوس المجموعة بأنها احتكار القلة، التي تهيمن على السوق عبر الإنترنت من خلال مكافحة الممارسات التنافسية، والقوة المالية المتزايدة باستمرار، وقانون الملكية الفكرية. لقد جادل بأن الوضع الحالي هو نتيجة لتحرير الاقتصاد والعولمة وفشل السياسيين في فهم التطورات في التكنولوجيا والاستجابة لها.
أوصى سميرنايوس بتطوير التحليل الأكاديمي للاقتصاد السياسي للإنترنت لفهم أساليب الهيمنة وانتقاد هذه الأساليب لتشجيع معارضة تلك الهيمنة.

### استخدام المحتوى الذي تم إنشاؤه خارجيًا
في 9 مايو 2019، أقر البرلمان الفرنسي قانونًا يهدف إلى إجبار جوجل، أمازون، ميتا، وأبل على دفع ثمن الحقوق ذات الصلة (إعادة استخدام كميات كبيرة من النصوص أو الصور أو مقاطع الفيديو) للناشرين ووكالات الأنباء للمواد الأصلية. يهدف القانون إلى تنفيذ المادة 15 من التوجيه بشأن حق المؤلف في السوق الرقمية الموحدة للاتحاد الأوروبي.

## نقاشات سياسية
وفقًا لصحيفة ذا غلوب آند ميل، فقد جاء انتقاد شركات التكنولوجيا الكبرى من كل من اليسار (التقدميين) واليمين (المحافظين). انتقد اليسار شركات التكنولوجيا الكبرى «لجني الأرباح الجامح وتركيز الثروة»، بينما انتقد اليمين شركات التكنولوجيا الكبيرة لامتلاكها «تحيز ليبرالي». وفقًا لصحيفة نيويورك تايمز، «يجادل اليسار عمومًا بأن شركات مثل فيسبوك وتويتر لا تفعل ما يكفي لاستئصال المعلومات المضللة، التطرف والكراهية على منصاتها، بينما يصر اليمين على أن شركات التكنولوجيا تتخطى حدود قراراتها المتعلقة بالمحتوى. أنهم يقمعون الآراء السياسية المحافظة».

### اتهامات بالتراخي عن المعلومات المضللة
بعد التدخل الروسي في الانتخابات الأمريكية لعام 2016، تم انتقاد فيسبوك لعدم قيامها بما يكفي للحد من المعلومات المضللة، واتُهم بالتقليل من دوره في السماح بنشر المعلومات المضللة. تضمن جزء من الجدل فضيحة كامبريدج أناليتيكا وجمع البيانات السياسية. في عام 2019، انتقد تقرير لجنة المخابرات بمجلس الشيوخ عمالقة التكنولوجيا بشكل عام لعدم الاستجابة بقوة كافية للمعلومات المضللة، حيث ركزت معظم تقارير استخبارات مجلس الشيوخ المتعلقة بالموضوع على دور ميتا وتويتر. عملت شبكات التواصل الاجتماعي «التابعة لكبار التكنولوجيا» على تحسين استجابتها للحسابات المزيفة والتأثير على المتصيدون في العمليات، وقد حظيت هذه المبادرات ببعض الثناء مقارنة بعام 2016.
في عامي 2020 و 2021، تعرض عمالقة وسائل التواصل الاجتماعي بشكل متكرر لانتقادات بسبب سماحهم بنشر معلومات مضللة عن كوفيد-19. وفقًا للنواب فرانك بالوني، مايك دويل، جان شاكوسكي، فإن «التنظيم الذاتي للصناعة قد فشل. يجب أن نبدأ العمل على تغيير الحوافز التي تدفع شركات وسائل التواصل الاجتماعي إلى السماح بالمعلومات المضللة والمعلومات المضللة بل والترويج لها». انتقد الرئيس جو بايدن فيسبوك لسماحها بنشر الدعاية المضادة للقاحات. قدمت العديد من منصات الوسائط الاجتماعية مزيدًا من الاعتدال الصارم للمعلومات الخاطئة المتعلقة بالصحة.
انتقدت هيومن رايتس ووتش شركات التكنولوجيا الكبرى، وعلى رأسها ميتا فيسبوك، لاستحواذها على سوق المعلومات في البلدان النامية حيث تنتشر المعلومات المضللة بسرعة إلى مستخدمي الإنترنت الجدد.

### اتهامات بالرقابة والتدخل في الانتخابات
كما لقيت ممارسة حظر ما يُعرف بـ «خطاب الكراهية» انتقادات عامة لأن العديد من المستهدفين يميلون إلى أن يكونوا محافظين. في يوليو 2020، عقدت اللجنة الفرعية القضائية التابعة لمجلس النواب الأمريكي والمعنية بالقانون التجاري والإداري لمكافحة الاحتكار جلسة استماع في الكونجرس للرؤساء التنفيذيين لشركة ألفابت، أمازون، أبل وفيسبوك، حيث أثار بعض أعضاء اللجنة الفرعية مخاوف بشأن التحيز المزعوم ضد المحافظين على وسائل التواصل الاجتماعي. اقترح الممثل الأمريكي لمنطقة الكونجرس الأول في فلوريدا مات جايتز أن الرئيس التنفيذي لشركة أمازون جيف بيزوس يجب عليه «الطلاق من مركز قانون الحاجة الجنوبي»، بسبب ممارسة منع التبرعات للمنظمات التي تم تصنيفها على أنها مجموعات كراهية من قبل المركز.

### الرقابة على عمالقة التكنولوجيا
واجهت أكبر منصات التكنولوجيا الرقابة نفسها. تم حظر موقع جوجل في الصين منذ عام 2010، عندما قرروا مغادرة البلاد بعد أن طالب الحزب الشيوعي بالرقابة على نتائج البحث. على الرغم من إجراء محاولة لإنشاء جوجل الصين. تم حظر ميتا وتويتر في الصين منذ عام 2009. تم حظر موقع لينكد إن التابع لشركة مايكروسوفت في روسيا منذ عام 2016. كما منعت روسيا الوصول إلى فيسبوك وتويتر بسبب «المعلومات المضللة» و «الأخبار الكاذبة» في عام 2022.
في 21 مارس 2022، اعترفت روسيا بـ ميتا كمنظمة متطرفة، مما جعل ميتا أول شركة عامة يتم الاعتراف بها على أنها متطرفة في روسيا.

## بدائل
ألت-تِك (Alt-tech) هي مجموعة من مواقع الويب ومنصات الوسائط الاجتماعية وموفري خدمة الإنترنت الذين يعتبرون أنفسهم بدائل للعروض الأكثر شيوعًا. في 2010 و 2020، بدأ بعض المحافظين الذين تم منعهم من منصات التواصل الاجتماعي الأخرى، وأنصارهم، في التحرك نحو منصات التكنولوجيا البديلة. تم انتقاد منصات ألت-تِك من قبل الباحثين والصحفيين لأنها توفر غطاءً لقواعد المستخدمين اليمينية المتطرفة ومعاداة السامية.
الشبكات الاجتماعية الموزعة مثل الفدرالية، من أجل المدونات الصغيرة القائمة على بروتوكول أكتيفتي بَبّ، هي شبكات لامركزية، تعتمد عادةً على برامج حرة ومفتوحة المصدر (FOSS) تهدف إلى الإشراف المجتمعي على المحتوى. في عام 2018، كان الاتحاد الفيدرالي عبارة عن «مجموعة فضفاضة من المواقع التي تعزز التفاعل غير المقيد عبر الخوادم أو حتى الخدمات»، بهدف توفير بديل لـ «الحدائق المسورة» لشبكات التكنولوجيا الكبيرة الاجتماعية.

## معرض الصور

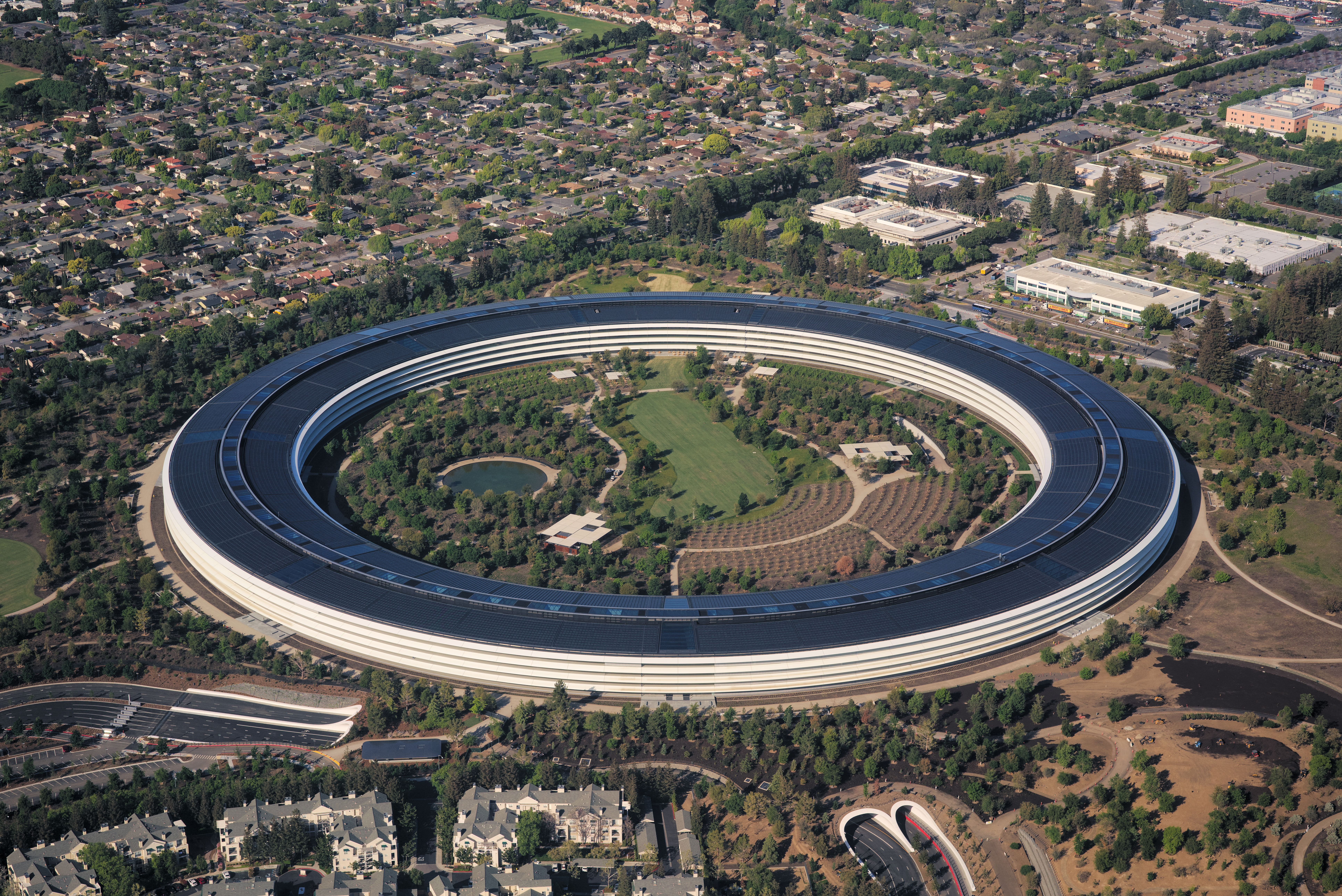
أبل بارك، المقر الرئيسي لشركة أبل في كوبيرتينو، كاليفورنيا
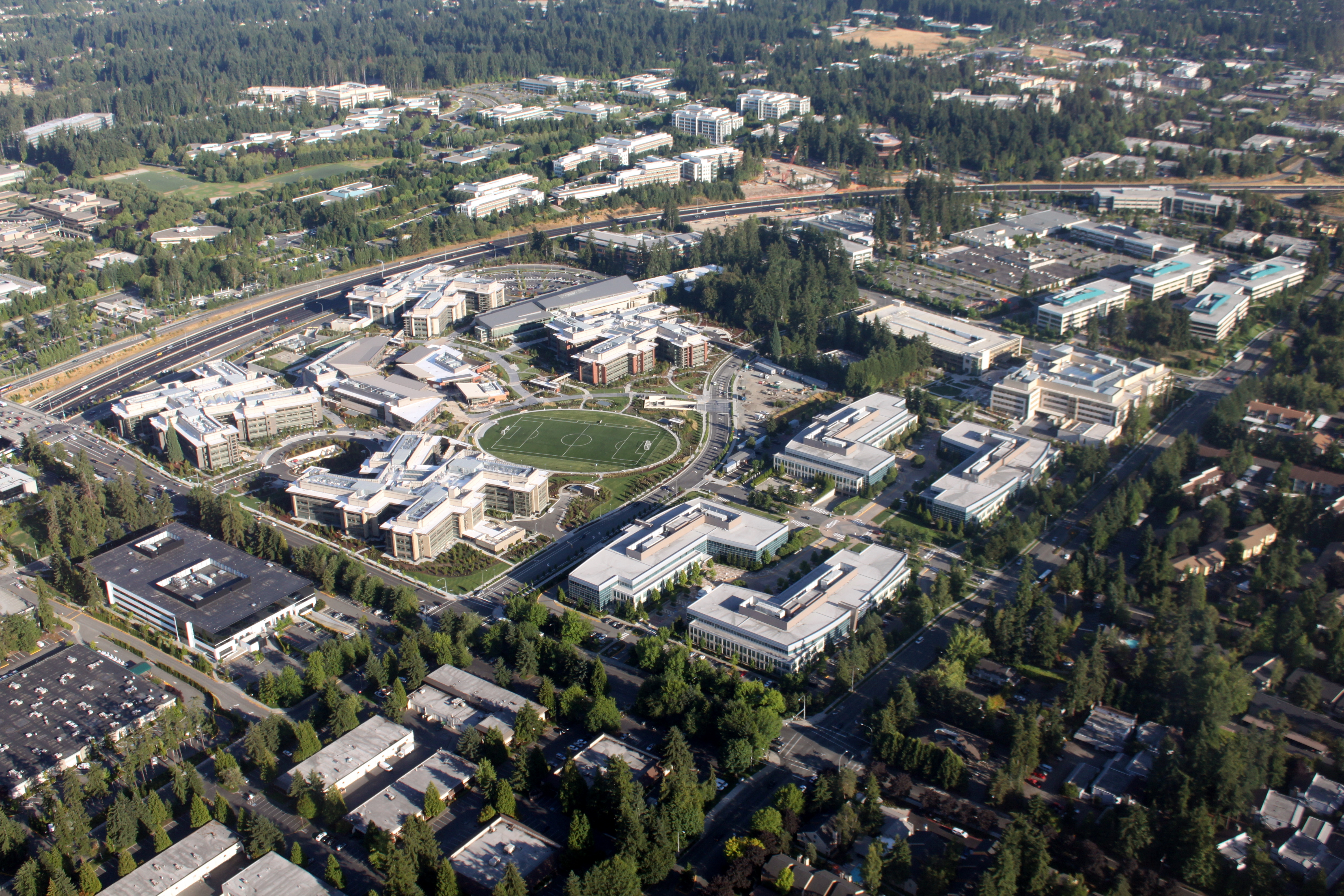
حرم شركة مايكروسوفت، المقر الرئيسي لشركة مايكروسوفت في ريدموند، واشنطن
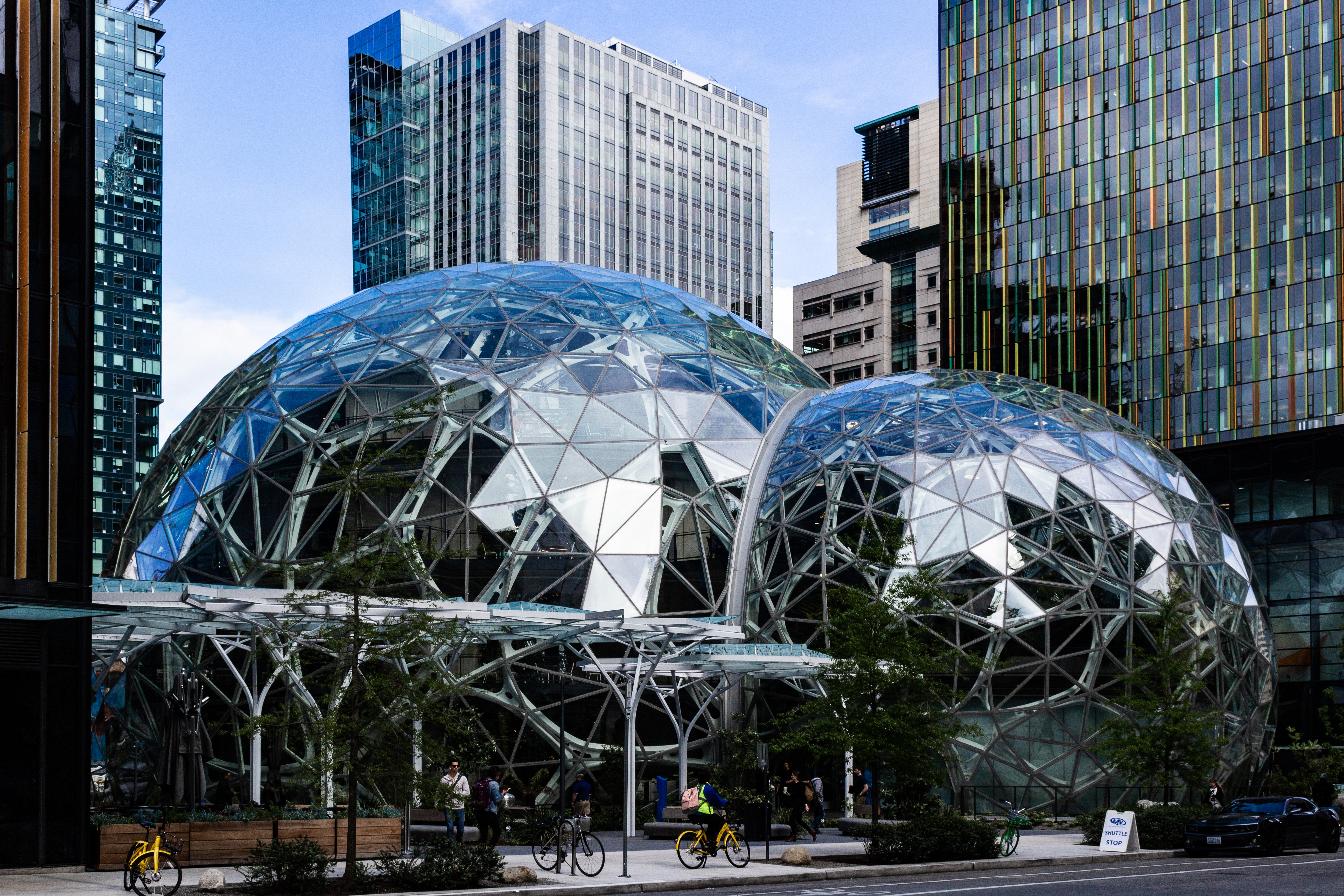
أمازون سفيرز، المقر الرئيسي لشركة أمازون في سياتل، واشنطن
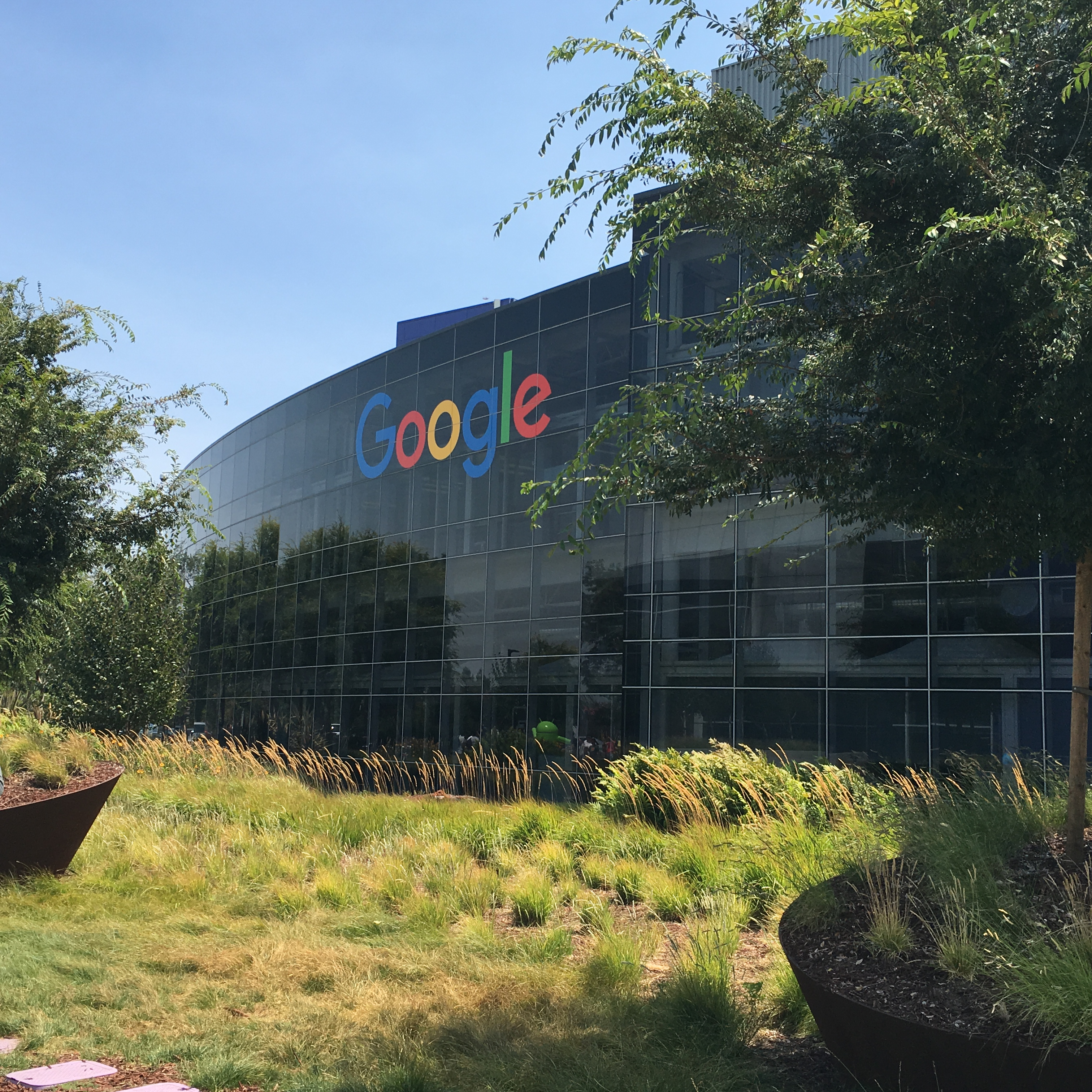
جوجل بليكس، المقر الرئيسي لشركة ألفابت في ماونتن فيو، كاليفورنيا
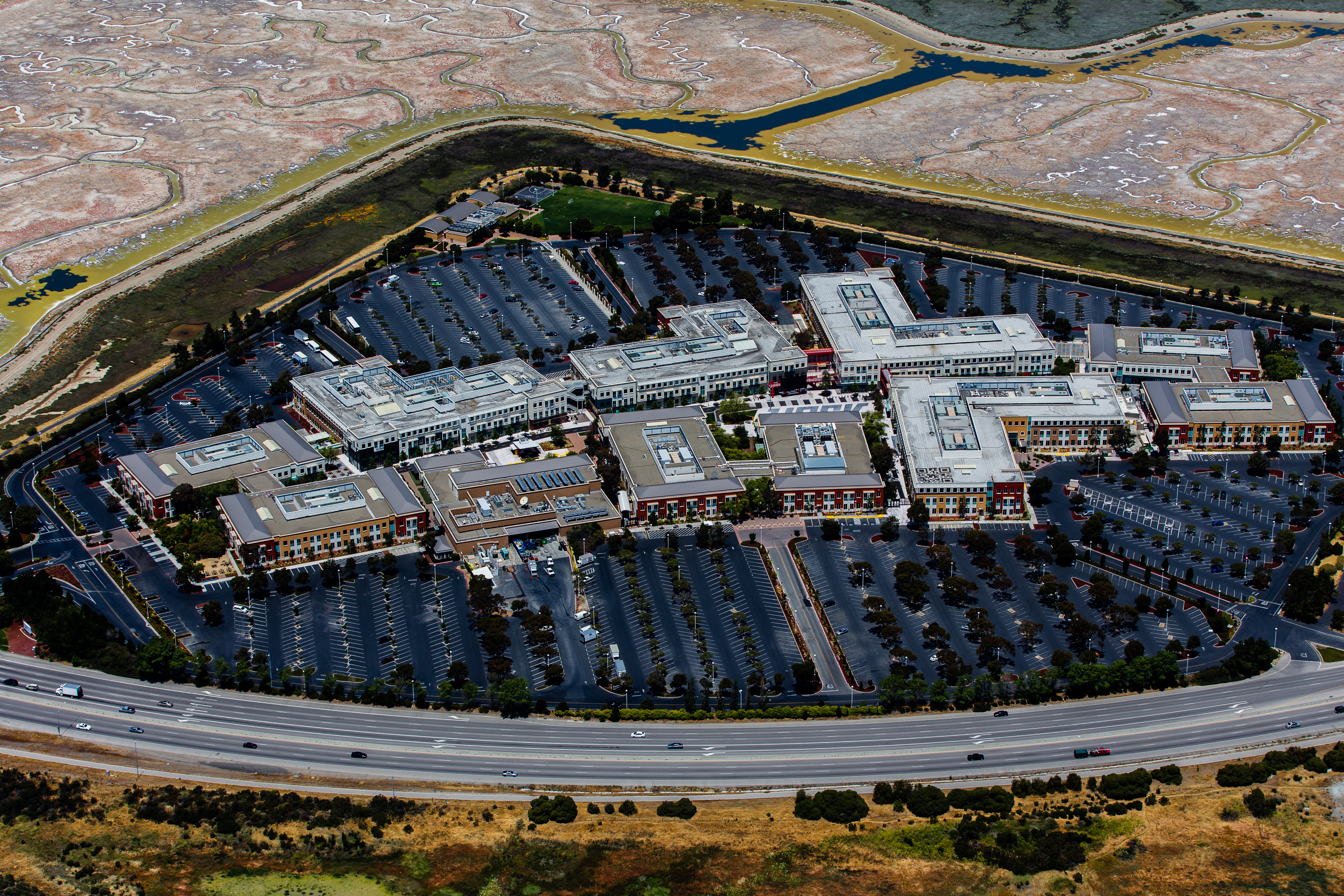
مقر ميتا في مينلو بارك، كاليفورنيا

## روابط خارجية
- كيف تتلاعب أمازون، آبل، فيسبوك وجوجل بعواطفنا - سكوت غالواي في تيد